# Rudolf Wojtowicz
Rudolf Wojtowicz (Bytom, 9 giugno 1956) è un dirigente sportivo, allenatore di calcio ed ex calciatore polacco con cittadinanza tedesca, di ruolo difensore.

## Palmarès

### Giocatore

#### Competizioni nazionali
- Campionato polacco: 1

Szombierki Bytom: 1979-1980
- Campionato tedesco di seconda divisione: 1

Fortuna Düsseldorf: 1988-1989